# La Llagonne
La Llagonne  (katalanisch la Llaguna) ist eine französische Gemeinde mit 216 Einwohnern (Stand 1. Januar 2022) im Département Pyrénées-Orientales in der Region Okzitanien. Sie gehört zum Arrondissement Prades und zum Kanton Les Pyrénées catalanes.

## Nachbargemeinden
Nachbargemeinden von La Llagonne  sind Matemale im Norden, Caudiès-de-Conflent im Nordosten, Ayguatébia-Talau im Osten, Sauto im Südosten, Mont-Louis im Süden, La Cabanasse im Südwesten, Bolquère im Westen und Les Angles im Westen.

## Bevölkerungsentwicklung
| Jahr      | 1962 | 1968 | 1975 | 1982 | 1990 | 1999 | 2013 |
| Einwohner | 171  | 164  | 138  | 214  | 243  | 263  | 234  |

## Sehenswürdigkeiten
- Kirche Saint-Vincent (866)
- Tour du Capil (1267)

## Persönlichkeiten
- Die Biathleten Simon (* 1984) und Martin Fourcade (* 1988), Söhne von Marcel Fourcade, Bürgermeister von La Llagonne